# 莱昂·戈雷茨卡
萊昂·克里斯托夫·戈雷茨卡（德語：Leon Christoph Goretzka；1995年2月6日—）是德國的一位職業足球運動員，場上司職中場，現效力德甲球隊拜仁慕尼黑。他代表德國國家足球隊出賽。

## 俱樂部生涯

### 波鴻
戈雷茨卡的足球生涯開始于1999年，他效力的第一家球隊是韋爾納SV06波鴻。他在韋爾納SV06波鴻踢球兩年之後在2001年轉會波鴻。
2012年7月30日，戈雷茨卡獲得2012年弗里茨·瓦爾特大獎U17組的金牌。2012年8月4日，戈雷茨卡在魯爾體育場舉辦的一場波鴻對德累斯顿迪纳摩的德乙比賽中首秀。

### 沙爾克04
2013年6月，他和德甲球隊沙爾克04簽訂了一份合同。2013年7月11日，沙爾克04確認和戈雷茨卡簽訂了一份新的爲期5年的合同，有效期至2018年6月30日。據沙爾克體育和傳播經理霍斯特·黑爾特透露，轉會費是300万至400万歐元。戈雷茨卡獲得了8號球衣。而8號球衣之前的主人是奇普里安·马里卡。

### 拜仁慕尼黑
2018年1月19日，拜仁慕尼黑確認和哥列斯卡簽訂了一份爲期4年的合同，將在2018年7月1日生效，有效期至2022年6月30日。
2020年9月24日，戈雷茨卡在歐洲超級盃球隊對上塞維利亞的主場比賽，第34分鐘扳平比分，協助球隊至加時賽，隊友馬丁內斯攻入致胜一球，最終2-1贏得超級盃。
2024年1月24日，戈雷茨卡在1-0戰勝柏林联盟的比賽中第200次代表拜仁出場。

## 國家隊

### 青年隊
2010年10月15日，戈雷茨卡在德國U16國家隊對北愛爾蘭U16國家隊的一場友誼賽中首次代表德國U16國家隊出場。他在這場比賽中打入進球，幫助德國以3–2取得勝利。2011年8月24日，戈雷茨卡在德國U17國家隊對土耳其U17國家隊的一場比賽中首次代表德國U17國家隊出場，這場比賽德國以4–0獲勝。戈雷茨卡在2012年歐洲U17足球錦標賽預選賽和2012年歐洲U17足球錦標賽期間擔任德國U17國家隊的隊長，並帶領德國隊在這屆大賽上打入決賽。在這屆大賽的決賽上，戈雷茨卡打入德國隊領先一球。但後來荷蘭隊也打入一球，兩隊進入加時賽。加時賽中兩隊都沒有進球。在點球決戰中，荷蘭隊取得最終勝利。2012年8月14日，戈雷茨卡在德國U19國家隊對蘇格蘭U19國家隊的友誼賽中首次代表德國U19國家隊出場。2013年8月8日，他首次代表霍斯特·赫鲁贝施執教的德國U21國家隊出場。這是一場德國隊對法國隊的比賽，兩隊最終0–0握手言和，戈雷茨卡在這場比賽中有矚目表現。

### 2014年世界盃
2014年5月8日，戈雷茨卡被德國國家足球隊主教練約阿希姆·勒夫列入2014年世界盃足球賽德國隊30人大名單。2014年5月13日，在德國隊0–0戰平波蘭國家足球隊的比賽中，戈雷茨卡首次代表德國隊出場。在對波蘭隊的比賽之後，戈雷茨卡遭到了肌肉傷病的侵襲。他退出了德國隊的賽前訓練營並且未能進入2014年巴西世界盃德國隊的最終大名單。

### 2017年洲際國家盃
2017年夏天在俄羅斯舉行的洲際國家盃，他在淘汰賽對墨西哥的四強戰在上半場的頭八分鐘內連下兩城助以試陣為主的德國進入決賽。決賽雖沒建樹，哥列斯卡和德國隊仍以一比零小勝智利得到首個洲際國家盃冠軍。
哥列斯卡雖和隊友蒂莫·维尔纳一樣在賽事中射入3球，惟因助攻數目落後，屈居銀靴獎。另外，他也獲得了賽事的銅球獎。

## 踢球風格
戈雷茨卡是德國足球界的新星之一。戈雷茨卡在波鴻的主教練彼得·諾伊吕勒曾稱他從未見過一個18嵗球員能擁有戈雷茨卡一樣的潛力，並評價他是「世紀天才」。戈雷茨卡有著很強的進球欲，並且擁有不錯的控球能力，傳球能力也同樣上佳。戈雷茨卡在罰球區外就能踢出強有力的射門，類似保羅·斯科爾斯。他也以卓越的頭球能力而著稱，經常用頭球得分。戈雷茨卡身高達1.89米，彈跳能力也很好，這幫助他擁有出衆的空戰能力，即使面對強壯的高個後衛也不畏懼。戈雷茨卡可以擔當防守型中場一職，也同樣能擔任左邊鋒或右邊鋒，同時也能勝任組織核心的角色。

## 個人生活
戈雷茨卡畢業于北萊茵-威斯特法倫城市波鴻的阿麗斯-薩洛蒙職業高中（Alice-Salomon-Berufskolleg）。他的父親康拉德·戈雷茨卡是一位有名的汽車工程師和電氣工程師，在歐寳工作。

### 慈善事业
戈雷茨卡與他的拜仁慕尼黑隊友約書亞·基米希發起了在線倡議“ We Kick Corona” ，通過私人捐款100萬歐元來推動此倡議，以在COVID-19大流行期間幫助慈善機構、福利組織和醫療機構。2020年10月，戈雷茨卡和約書亞·基米希一起參加了《誰是百萬富翁》節目，最終贏得了64,000歐元，該獎金50%捐贈給德國足協基金會，另外50%則是投入兩人共同發起的“ We Kick Corona”。10月24日，因“ We Kick Corona”獲得了巴伐利亞體育獎特別獎。12月9日，獲得了2020年德国足球大使稱號。2021年2月9日，獲得了2020年德國體育公平競賽獎。

## 生涯數據

### 俱樂部數據
截至2015年3月10日
| 俱樂部表現 | 俱樂部表現 | 俱樂部表現 | 聯賽 | 聯賽 | 盃賽       | 盃賽       | 歐洲賽事 | 歐洲賽事 | 總計 | 總計 |
| 賽季       | 球隊       | 聯賽       | 出場 | 進球 | 出場       | 進球       | 出場     | 進球     | 出場 | 進球 |
| 德國       | 德國       | 德國       | 聯賽 | 聯賽 | 德國足協盃 | 德國足協盃 | 歐洲     | 歐洲     | 總計 | 總計 |
| ---------- | ---------- | ---------- | ---- | ---- | ---------- | ---------- | -------- | -------- | ---- | ---- |
| 2012–13    | 波鴻       | 德乙       | 32   | 4    | 4          | 0          | —        | —        | 36   | 4    |
| 2013–14    | 沙爾克04   | 德甲       | 25   | 4    | 2          | 1          | 5        | 0        | 32   | 5    |
| 2014–15    | 沙爾克04   | 德甲       | 1    | 0    | 0          | 0          | 1        | 0        | 2    | 0    |
| 總計       | 德國       | 德國       | 58   | 8    | 6          | 1          | 6        | 0        | 70   | 9    |
| 生涯總計   | 生涯總計   | 生涯總計   | 58   | 8    | 6          | 1          | 6        | 0        | 70   | 9    |

### 國家隊數據
| 國家隊                 | 年份 | 出場 | 進球 |
| ---------------------- | ---- | ---- | ---- |
| 德國                   | 2014 | 1    | 0    |
| 德國                   | 2016 | 2    | 0    |
| 德國                   | 2017 | 9    | 6    |
| 德國                   | 2018 | 7    | 0    |
| 德國                   | 2019 | 6    | 5    |
| 德國                   | 2020 | 4    | 1    |
| 德國                   | 2021 | 12   | 2    |
| 德國                   | 2022 | 7    | 0    |
| 德國                   | 2023 | 9    | 0    |
| 德國                   | 2025 | 4    | 1    |
| 總計                   | 總計 | 61   | 15   |
| 上次更新：2025年6月8日 |      |      |      |

## 榮譽

### 球會
拜仁慕尼黑
- 德甲冠軍：2018－19、2019－20、2020－21[35]、2021－22、2022－23
- 德国足协杯冠軍：2018－19、2019－20
- 德國超級盃冠軍：2018、2020、2021、2022
- 歐洲冠軍聯賽冠軍：2019－20賽季
- 歐洲超級盃冠軍：2020年

### 國家隊
德國
- 歐洲U17足球錦標賽亞軍：2012（英语：2012 UEFA European Under-17 Championship）[16]
- 2016年里約奧運銀牌：2016年
- 洲際國家盃冠军：2017年

### 個人
- 弗里茨·瓦爾特大獎: 2012年U17組金牌[36]
- 洲際國家盃：2017年銀靴獎
- 洲際國家盃：2017年銅球獎
- 巴伐利亞體育獎（德语：Bayerischer Sportpreis）特別獎：2020年（與約書亞·基米希共享）
- 德国足球大使（德语：Deutscher Fußball Botschafter）：2020年（與約書亞·基米希共享）
- 德國體育公平競賽獎：2020年（與約書亞·基米希共享）

## 外部連結
- Soccerway資料庫：莱昂·戈雷茨卡
- fussballdaten.de：Leon Goretzka之統計數據 （德文）